# La strada
Pour plus de détails, voir Fiche technique et Distribution.
La strada est un film italien réalisé par Federico Fellini, sorti en 1954.
Le film raconte l'histoire de Gelsomina, une jeune femme simple d'esprit (Giulietta Masina) vendue par sa mère à Zampano (Anthony Quinn), un forain ambulant qui l'emmène avec lui sur la route (strada en italien).
Considéré comme l'un des chefs-d'œuvre de Fellini, le film a remporté l'Oscar du meilleur film en langue étrangère en 1957.

## Synopsis
À la suite du décès de son assistante Rosa, Zampano, un costaud assez brutal, forain ambulant, « achète » à une mère de famille misérable la gentille Gelsomina, une fille lunaire. Voyageant dans une pauvre carriole tractée par une motocyclette, Gelsomina seconde Zampano, notamment lors de son grand numéro de briseur de chaînes. Le reste du temps, Zampano la traite comme bonne à tout faire sans lui accorder plus d’attention. À l’occasion d’une de leurs étapes, Gelsomina est fascinée par le gracile « Fou » et par son dangereux numéro de funambule. Mais, pour une raison inconnue, Zampano est en conflit avec le Fou, qui se moque systématiquement de lui ; l'intérêt qu'il porte à la jeune fille agace Zampano. Une première dispute aboutit à l'emprisonnement pour quelques jours de Zampano. Ils se retrouvent un peu plus tard sur une route de campagne ; une rixe s'ensuit au cours de laquelle Zampano tue accidentellement son rival, puis maquille le meurtre en accident de la route. Choquée, Gelsomina bascule dans la folie et, puisqu'elle ne peut plus jouer son rôle, Zampano finit par l'abandonner. Quelques années plus tard, ayant entendu une jeune femme chanter l'air favori de Gelsomina, il apprend la mort de cette dernière. Après s'être enivré, il se retrouve seul sur la plage et pour la première fois de sa vie, le colosse s'effondre en larmes.

## Fiche technique
- Titre original : La strada
- Réalisation : Federico Fellini

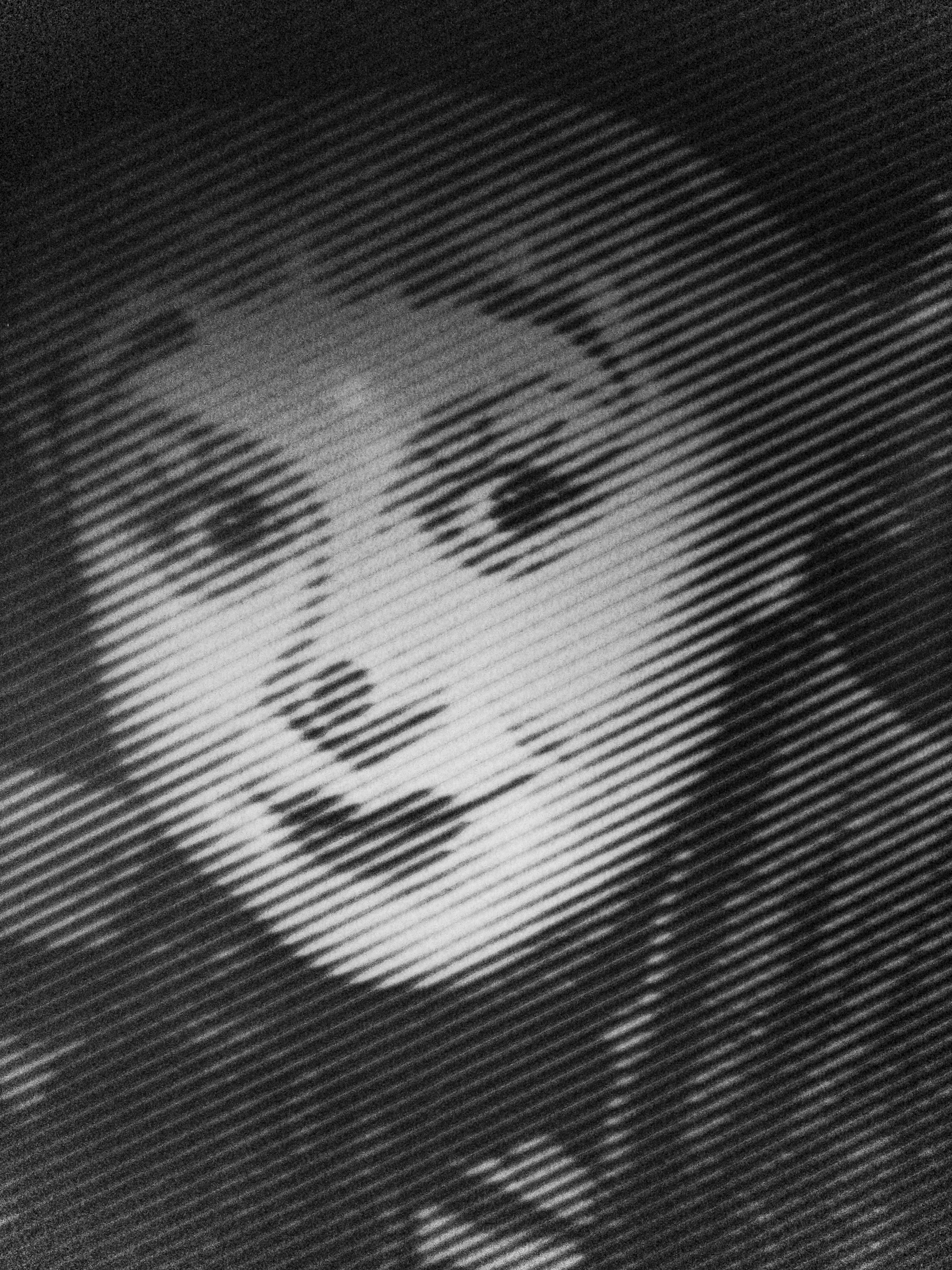
Gelsomina (Giulietta Masina).

- Scénario : Federico Fellini, Tullio Pinelli et Ennio Flaiano
- Dialogues : Tullio Pinelli (adaptation française : Raymond Queneau)
- Photographie : Otello Martelli et Carlo Carlini (non crédité)
- Cadreur : Roberto Gerardi
- Montage : Leo Catozzo
- Musique : Nino Rota
- Décors : Mario Ravasco, Brunello Rondi
- Costumes : Margherita Marinari
- Son : Aldo Calpini
- Maquillages : Eligio Trani
- Production : Carlo Ponti, Dino De Laurentiis
- Société de production : Ponti-De Laurentiis Cinematografica (Italie)
- Société de distribution : Les Films du Centaure (France), Théâtre du Temple (France)
- Pays de production :  Italie
- Langue originale : italien
- Format : Noir et blanc — 35 mm — 1,37:1 — Son : Mono (Western Electric Recording)
- Genre : Film dramatique
- Durée : 115 minutes (1 h 55)
- Dates de sortie : 
  - Italie : 6 septembre 1954 (Mostra de Venise)
  - France : 6 septembre 1954[2]
  - Belgique : 7 octobre 1955
- (fr) Classifications CNC : tous publics, Art et essai (visa d'exploitation no 16581 délivré le 4 mars 1955)
- Affiches : Roger Rojac (France), Giuliano Nistri (Italie)

## Distribution
- Anthony Quinn (VF : Henri Nassiet) : Zampano
- Giulietta Masina : Gelsomina
- Richard Basehart : « Le Fou » (Il Matto)
- Aldo Silvani (VF : Georges Hubert) : Colombaioni, monsieur Girafe
- Marcella Rovena (VF : Jeanne Dorival) : la veuve
- Livia Venturini : la sœur
- Mario Passante : le serveur
- Anna Primula (VF : Andrée Tainsy) : la mère de Gelsomina
- Gustavo Giorgi
- Yami Kamadeva : la prostituée

## Tournage
Extérieurs en Italie : 
- Abruzzes : Ovindoli et Rocca di Mezzo dans la Province de L'Aquila.
- Latium : Bagnoregio dans la Province de Viterbe.

## Récompenses et distinctions
- 1954 : Lion d'argent à la Mostra de Venise
- 1957 : Oscar du meilleur film en langue étrangère.

## Accueil
« Le metteur en scène, Federico Fellini, nous offre avec La strada un véritable chef-d’œuvre d’art cinématographique par la beauté des vues qu’il nous donne. […] La strada est un film qui nous déroute, admirablement filmé, admirablement tourné dans le paysage d’Italie. Mais il lui manque une action cinématographique, qui commence au moment où va éclater une crise, et se termine quand le scénariste a résolu cette crise. »

— Claude Garson, L’Aurore, 12 mars 1955.

« C’est un des quatre ou cinq chefs-d’œuvre que le cinéma nous ait donnés depuis sa naissance. Un film qui nous force à remettre en question tout ce que nous avons vu au cinéma depuis des années. Une fable humaine et lyrique d’où l’on sort enivré, après quoi le jour même n’a plus la même couleur. »

— Le Canard enchaîné, 23 mars 1955.

« La strada se place dans l’étoile des quelques films italiens issus du néoréalisme mais le dépassant pour redevenir création, transposition, composition, enfin tout ce qui sépare un art d’un reportage. […] Pas besoin d’être sourcier pour trouver là-dedans des messages secrets, des signes conventionnels adressés à quelques initiés... simplement une histoire toute simple, des êtres stylisés au moment de leurs paroxysmes, la glace déformante d’un poète.... il suffit de se laisser mener, de subir, d’aimer. C’est un film mélodie, un film nostalgie. »

— Rodolphe-Maurice Arlaud, Combat, 11 mars 1955.

« Tout ce qui a trait à l’existence ambulante, tout ce qui est prétexte à belles images, à vastes gravures solidement burinées, tout ce qui requiert une certaine profondeur de champ, une lumière vibrante, tout ce qui s’accorde au rythme de la musique nostalgique et colorée écrite pour ce film par Nino Rota, oui, tout cela est excellent ; autrement dit la toile de fond est d’une perfection singulière. »

— Jean-Jacques Gautier, Le Figaro, 8 septembre 1954.

## Adaptation théâtrale
Une adaptation théâtrale, signée Pierrette Dupoyet, a été créée au Festival d'Avignon 1992 sous le titre Gelsomina.